# Petrolej
Petrolej (srednjovj. lat. petroleum < lat. petrae oleum: ulje iz stijene) je tekuća prirodna smjesa kapljevitih ugljikovodika koja se dobiva frakcijskom destilacijom nafte. Sadrži C5 i C6 ugljikovodike.
Petrolej (petroleter) je povijesni naziv za naftu.
Laki petrolej koji služi kao gorivo za avionske motore naziva se kerozinom.
Petrolej (petroleter) je najlakši benzin, specifične težine 0,645 – 0,665; uglavnom pentan i heksan.

## Osobine i uporaba
Petrolej se destilira pri temperaturama 175 - 325 °C, pa se po svojstvima nalazi između benzina i dizelskog goriva (plinsko ulje). Vrelište mu je od 35 - 74 °C, pa je lako zapaljiv.
Prije se koristio kao jedino gorivo za rasvjetne svjetiljke, također i za grijanje i pogon vozila. Koristi se kao otapalo za masti i smole.